# Moddi
Moddi, pseudonimo di Pål Moddi Knutsen (Medby, 18 febbraio 1987), è un cantautore, musicista e polistrumentista norvegese.

## Biografia
Pål Moddi Knutsen è cresciuto a Senja, isola nella contea di Troms, in Norvegia, ed è un polistrumentista, infatti suona: chitarra, fisarmonica, pianoforte e tromba. Ha iniziato la sua carriera di musicista sotto il nome Moddi all'età di diciotto anni. Il suo primo disco, Random Skywriting EP, venne registrato a Harstad nel 2007 e pubblicato in soli 19 esemplari stampati dallo stesso artista. Attraverso il programma radiofonico (e il relativo sito internet) NRK Urørt inizia a farsi conoscere in Norvegia e così viene invitato a suonare ad alcuni festival musicali come l'Øyafestivalen. Nell'agosto 2008 Moddi pubblica il suo EP di debutto ufficiale "Rubato".
Nell'autunno 2009 registra il primo album in studio, "Floriography", nelle sale della Greenhouse Studio a Reykjavík. L'album, prodotto da Valgeir Sigurðsson, venne pubblicato l'8 febbraio 2010 e ricevette una buona critica. Per questo album venne nominato per il Spellemannprisen come artista emergente ma non lo vinse prima del 2013 con Kæm va du?. Nel gennaio 2010 Moddi rifiuta il premio di 800 000 kr. da parte della StatoilHydro insieme ai Kråkesølv per difendere i suoi ideali riguardo l'ecologia e i cambiamenti climatici. Nello stesso anno Moddi ricevette lo «a-ha-stipendet», premio in denaro offerto dalla band a-ha. Questo premio era diviso tra quattro artisti e ammontava ad un milione di corone norvegesi, destinate appunto a giovani artisti emergenti e promettenti che avevano interesse nel proporsi sulla scena internazionale. L'artista usò questi soldi per organizzare una tournée internazionale e infatti nel 2011 si esibì in moltissimi concerti. Nel 2012 Moddi si ritirò temporaneamente dalla scena per prendersi un anno di pausa dalla musica. L'8 marzo 2013 esce l'album "Set the House on Fire" registrato in studio a Giske. Durante l'estate del 2013 il cantante registra il terzo album in studio, "Kæm va du?", che venne pubblicato l'11 ottobre dello stesso anno. I testi in questo album sono tutti in norvegese e diversi sono adattamenti di poesie e canzoni popolari norvegesi. Da non tralasciare è l'attivismo nella difesa dell'ambiente che l'artista ha espresso e dimostrato numerose volte, come ad esempio rifiutando il premio della StatoilHydro o nel testo della sua "En Sang Om Fly".

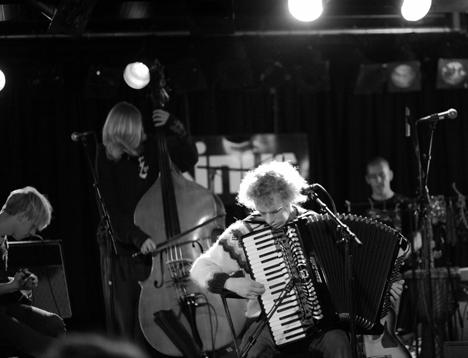
Moddi suona la fisarmonica

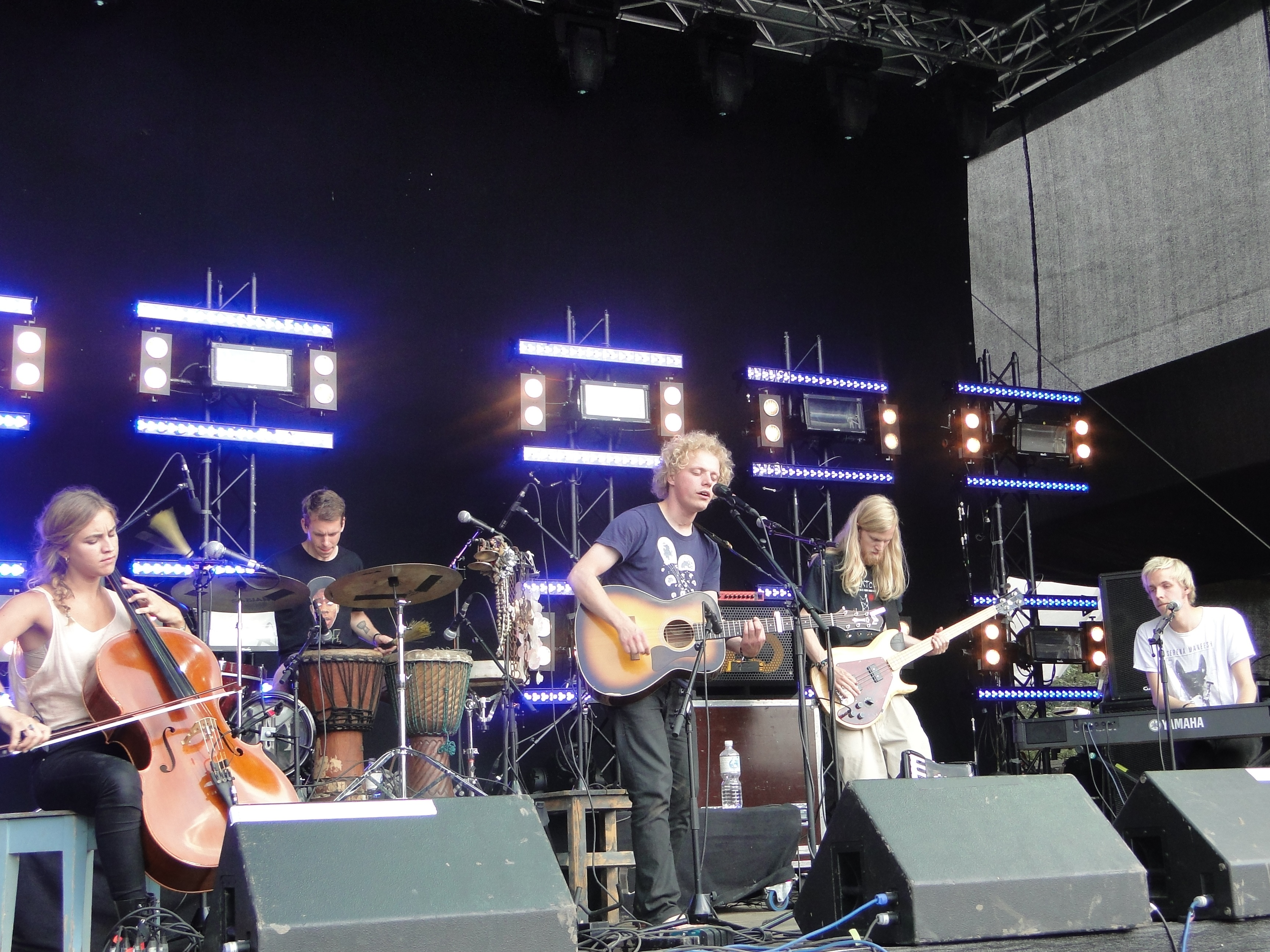
In concerto al Dockville festival in Germania nel 2011

## Discografia

### Album
- 2010 — Floriography (Impeller)
- 2013 — Set the House on Fire (Propeller)
- 2013 — Kæm va du?  (Propeller)
- 2016 — Unsongs (pubblicato il 16 Settembre 2016)
- 2019 — Like in 1968

### singoli/EP
- 2007 — Random Skywriting EP (autoprodotto)
- 2008 — Rubato EP – con Einar Stray (Playground / Spoon Train Audio)
- 2009 — Live Parkteateret – live album (autoprodotto)
- 2010 — Rubbles EP (Propeller)
- 2011 — Thimbleweed
- 2014 — Sola
- 2014 — Live at Jakob Church of Culture (Propeller)
- 2015 — Music for Frankenstein (Nordland teater)
- 2017 — Hus ved en fjord (con Camilla Susann Haug)
- 2019 — Underveis – parte di 17 nye sanger av Rudolf Nilsen
- 2019 — På gjensyn – parte di 17 nye sanger av Rudolf Nilsen
- 2020 — Haus am Meer - traduzione di "House by the sea" in Tedesco

### Altre Pubblicazioni
- 2009 — Nordnorsk julesalme (singolo, cover)
- 2010 — Hjertestups con Togsang (Tyrili)
- 2010 — Samleplate for oljefritt Lofoten, Vesterålen og Senja con Krokstav-emne
- 2011 — Vi tenner våre lykter con Nordnorsk julesalme (Universal music)
- 2012 — Norge, mitt Norge..? con Det stig av hav eit oljeland e Deilig er Norden (Kirkelig kulturverksted)
- 2014 — Eli Geva (singolo - Propeller Recordings)
- 2015 — Fabler om en åpen kirke med Vær hilset, fru Bjerkås (Kirkelig kulturverksted)
- 2016 — Punk Prayer cover del brano delle Pussy Riot (primo singolo estratto da Unsongs)
- 2016 — Army Dreamers cover del brano di Kate Bush (secondo singolo estratto da Unsongs)

### Apparizioni
- 2009 — Kråkesølv - Trådnøsting (accordion)
- 2011 — Einar Stray - Chiaroscuro (voce)
- 2011 — Synne Sanden - When Nobody's Around (voce)
- 2011 — Thomas Dybdahl - Før morgengry (accordion)
- 2017 — Camilla Susann Haug - Tusentrinnstrappa (voce)
- 2019 — album collettivo di På Stengrunn - 17 nye sanger av Rudolf Nilsen